# Oriovčić
Oriovčić (1900-ig Oriovac) falu Horvátországban, Bród-Szávamente megyében. Közigazgatásilag Podcrkavljéhoz tartozik.

## Fekvése
Bródtól légvonalban 11, közúton 13 km-re, községközpontjától légvonalban 3, közúton 4 km-re északra, Szlavónia középső részén, a Dilj-hegység területén, a Travnik- (vagy másképpen Oriovački-) patak völgyében fekszik.

## Története
A „Duljeni vinogradi” régészeti lelőhely leleteinek tanúsága szerint területe már a történelem előtti időben is lakott volt. A település neve 1900 előtt minden forrásban Oriovac volt, de ekkor a megye másik, Bródtól nyugatra fekvő azonos nevű településtől megkülönböztetésül az Oriovčić nevet kapta. A település 1730 körül keletkezett Boszniából érkezett horvát katolikus menekültek letelepedésével. 1746-ig Matković Malához hasonlóan Dubovik településrésze volt, ekkor említik először „Orihovac” alakban. 1760-ban az egyházi vizitáció 11 házzal, 15 családdal és 114 katolikus lakossal említi.
 A bródi határőrezredhez tartozott.
Az első katonai felmérés térképén „Oriovacz” néven található. 
A katonai közigazgatás megszüntetése után 1871-ben Pozsega vármegyéhez csatolták. A településnek 1857-ben 81, 1910-ben 181 lakosa volt. Pozsega vármegye Bródi járásának része volt. Az 1910-es népszámlálás adatai szerint lakosságának 94%-a horvát anyanyelvű volt. Az első világháború után 1918-ban az új szerb-horvát-szlovén állam, majd később (1929-ben) Jugoszlávia része lett. 1991-től a független Horvátországhoz tartozik. 1991-ben teljes lakossága horvát nemzetiségű volt. 2011-ben a településnek 108 lakosa volt.

## Lakossága
| Lakosság változása | Lakosság változása | Lakosság változása | Lakosság változása | Lakosság változása | Lakosság változása | Lakosság változása | Lakosság változása | Lakosság változása | Lakosság változása | Lakosság változása | Lakosság változása | Lakosság változása | Lakosság változása | Lakosság változása | Lakosság változása |
| ------------------ | ------------------ | ------------------ | ------------------ | ------------------ | ------------------ | ------------------ | ------------------ | ------------------ | ------------------ | ------------------ | ------------------ | ------------------ | ------------------ | ------------------ | ------------------ |
| 1857               | 1869               | 1880               | 1890               | 1900               | 1910               | 1921               | 1931               | 1948               | 1953               | 1961               | 1971               | 1981               | 1991               | 2001               | 2011               |
| 81                 | 98                 | 85                 | 104                | 135                | 181                | 193                | 201                | 235                | 224                | 215                | 186                | 163                | 149                | 130                | 108                |

(1900-ig Oriovac néven.)

## Nevezetességei
- A Hétfájdalmú Szűzanya tiszteletére szentelt római katolikus templomát 1927-ben építették.

- A középkori eredetű Szent Benedek templom romjai[5] az erdőben, a falu régi temetőjében. A templomrom Podcrkavlje falutól északra, Dubovik, Oriovčić és Grabarje között található. Az egyhajós temetőkápolna a háromoldalú szentéllyel ma is látható formájában 1907-ben épült. A déli oldalon, a kápolna főhomlokzata felett kétemeletes harangtorony található. A kápolna hajóját két, félköríves ablaknyílás világítja meg. A háromoldalú szentélyt félkupola fedi. A Szent Benedek plébániát már a középkorban említik az 1334-es és 1335-ös pápai tizedösszeírások, ahol az áll, hogy Márton lelkész 10 dénárt fizetett. A középkorban a templom a Borić bán családtól származó grabarjai Beriszló nemesi család birtokában volt, melynek fő birtoka és székhelye a Bród melletti Grabarje volt. A templom szentélye keresztboltozattal, a templom hajója famennyezettel volt fedve. Az oromzat felett egy fatorony állt. A román-koragótikus templomot a 18. században barokk stílusban építették újjá. A templom nyugati homlokzata elé egy előcsarnok került. Épületszerkezetével és homlokzati kialakításával a 19. század végén és 20. század elején épült temetőkápolnák csoportjába tartozik.